# 6-ossocineolo deidrogenasi
La 6-ossocineolo deidrogenasi è un enzima appartenente alla classe delle ossidoreduttasi, che catalizza la seguente reazione:
6-ossocineolo + NADPH + H+ + O2 ⇄ 1,6,6-trimetil-2,7-diossabiciclo[3.2.2]nonan-3-one + NADP+ + H2O
Il prodotto subisce un taglio non enzimatico e la conseguente chiusura dell'anello, per generare il lattone 4,5-diidro-5,5-dimetil-4-(3-ossobutil)furan-2(3H)-one.